# 卡哈盧 (夏威夷州)
卡哈盧（英語：Kahaluu）是位於美國夏威夷州檀香山縣的一個人口普查指定地區。

## 地理
卡哈盧的座標為21°27′40″N 157°50′28″W / 21.46111°N 157.84111°W，而該地最高點為海拔高度2米（即7英尺）。

## 人口
根據2010年美國人口普查的數據，卡哈盧的面積為11.70平方千米，當中陸地面積為9.00平方千米，而水域面積為2.70平方千米。當地共有人口4738人，而人口密度為每平方千米404.96人。